# Beavers d'Oregon State
Pour les articles homonymes, voir Beavers.

Autre logo

Les Beavers d'Oregon State (en anglais : Oregon State Beavers) sont un club omnisports universitaire de l'université d'État de l'Oregon à Corvallis (Oregon). Les équipes des Beavers participent aux compétitions universitaires organisées par la National Collegiate Athletic Association. Oregon State fait partie de la Pacific-12 Conference.
La mascotte Benny Beaver fit son apparition en 1952.
La plus fameuse équipe des Beavers est celle de football américain qui fut créée en 1893. Terry Baker fut honoré par un trophée Heisman en 1962. Les grands rivaux des Beavers sont les Ducks de l'Oregon. Ces deux formations s'affrontent chaque année au cours d'une partie surnommée « Civil War ».
La lutte est également un point fort des Beavers avec 44 titres de champion de conférence et sept lutteurs sélectionnés aux Jeux olympiques.
L'équipe de basket-ball participa deux fois au Final Four, et l'ancien international Espoir français Angelo Tsagarakis y a fait sa carrière universitaire de 2003 à 2007.
L'équipe de baseball a remporté les College World Series en 2006, 2007 et 2018.

## Sports représentés
| Hommes (7)                                  | Femmes (9)        |
| ------------------------------------------- | ----------------- |
| Aviron                                      | Athlétisme †      |
| Baseball                                    | Aviron            |
| Basketball                                  | Basketball        |
| Football américain                          | Cross country     |
| Football (soccer)                           | Football (soccer) |
| Golf                                        | Golf              |
| Lutte                                       | Gymnastique       |
|                                             | Softball          |
|                                             | Volley-ball       |
| Water polo                                  | Water- polo       |
| † – Athlétisme en salle et/ou en plein air. |                   |

## Football américain

### Descriptif en fin de saison 2024
- Couleurs :    (Orange, noir et blanc)[1]

- Dirigeants :
  - Directeur sportif : Scott Barnes
  - Entraîneur principal : Trent  Bray (en), 1re saison, bilan : 5-7  (41,7%)

- Stade
  - Nom : Reser Stadium
  - Capacité : 35 548
  - Surface de jeu : pelouse artificielle (Fieldturf)
  - Lieu : Corvallis, Oregon

- Conférence :
  - Actuelle : Pacific-12 Conference (depuis 1964)
  - Ancienne : 
    - Oregon Intercollegiate Football Association (en) OIFA (1893–1897)
    - Indépendants (1898–1901, 1903–1907, 1909–1911, 1959–1963)
    - Northwest Intercollegiate Football Association (en) NIAA (1902, 1908, 1912–1914)
    - Pacific Coast Conference (en) PCC (1916–1942, 1945–1958)

- Internet :
  - Nom site Web : OSUBeavers.com
  - URL : https://osubeavers.com/sports/football

- Bilan des matchs :
  - Victoires : 569 (47,6%)
  - Défaites : 629
  - Nuls : 50

- Bilan des Bowls :
  - Victoires : 12 (60%)
  - Défaites : 8

- College Football Playoff : -

- Titres :
  - Titres nationaux : -
  - Titres de conférence : 8 (1893, 1897, 1941, 1956, 1957, 1964, 2000, 2024)

- Joueurs :
  - Vainqueurs du Trophée Heisman : Terry Bakers (1962)
  - Sélectionnés All-American : 8

- Hymne : Hail to Old OSU (en)
- Mascotte : Benny Beaver (en)
- Fanfare : Oregon State University Marching Band (en)

- Rivalités :
  - Civil War avec les Ducks de l'Oregon
  - Rivalité Oregon State-Washington avec les Huskies de Washington
  - Northwest Championship (rivalité de 4 universités Oregon, Washington et Washington State)

### Palmarès
- Champions de conférence :

Oregon State a remporté huit titres de conférence dont trois à égalité (†)
| Saison | Conférence                                   | Entraîneur      | Bilan global | Bilan de conférence |
| ------ | -------------------------------------------- | --------------- | ------------ | ------------------- |
| 1893   | Oregon Intercollegiate Football Association  | Will Bloss      | 5-1          | 3-0                 |
| 1897   | Oregon Intercollegiate Football Association  | Will Bloss      | 5-0          | 3-0                 |
| 1941   | Pacific Coast Conference                     | Lon Stiner      | 8–2          | 7–2                 |
| 1956   | Pacific Coast Conference                     | Tommy Prothro   | 7–3–1        | 6–1–1               |
| 1957†  | Pacific Coast Conference                     | Tommy Prothro   | 8–2          | 6–2                 |
| 1964†  | Athletic Association of Western Universities | Tommy Prothro   | 8–3          | 3–1                 |
| 2000†  | Pacific-10 Conference                        | Dennis Erickson | 11–1         | 7–1                 |
| 2024   | Pacific-12 Conference                        | Trent Bray      | 5–7          | 1–0~                |
~ La Pac-12 en 2024 étant réduite à deux équipes, Oregon State ayant battu Washington State en saison régulière est déclaré champion de la conférence.
- Bowls :

Oregon State a participé à 22 bowls universitaire, en a remporté 12 pour 9 défaites et 1 victoire par défaut.
| Saison | Bowl            | Adversaire          | Résultat                                                                            | Score                                                                               |
| ------ | --------------- | ------------------- | ----------------------------------------------------------------------------------- | ----------------------------------------------------------------------------------- |
| 1939   | Lon Stiner      | Pineapple Bowl      | Rainbow Warriors d'Hawaï                                                            | G, 39–06                                                                            |
| 1941   | Lon Stiner      | Rose Bowl           | Blue Devils de Duke                                                                 | G, 20–16                                                                            |
| 1948   | Lon Stiner      | Pineapple Bowl      | Rainbow Warriors de Hawaii                                                          | G, 47–27                                                                            |
| 1956   | Tommy Prothro   | Rose Bowl 1957      | Hawkeyes de l'Iowa                                                                  | P, 19–35                                                                            |
| 1960   | Tommy Prothro   | Gotham Bowl         | Vainqueur par défaut, aucune équipe n'ayant été trouvée pour affronter Oregon State | Vainqueur par défaut, aucune équipe n'ayant été trouvée pour affronter Oregon State |
| 1962   | Tommy Prothro   | Liberty Bowl 1962   | Wildcats de Villanova                                                               | G, 06–0                                                                             |
| 1964   | Tommy Prothro   | Rose Bowl 1965      | Wolverines du Michigan                                                              | P, 07–34                                                                            |
| 1980   | Joe Avezzano    | Mirage Bowl         | Bruins de l'UCLA                                                                    | P, 03-34                                                                            |
| 1999   | Dennis Erickson | Oahu Bowl 1999      | Rainbow Warriors d'Hawaï                                                            | P, 17–23                                                                            |
| 2000   | Dennis Erickson | Fiesta Bowl 2001    | Fighting Irish de Notre Dame                                                        | G, 41–09                                                                            |
| 2002   | Dennis Erickson | Insight Bowl 2002   | Panthers de Pittsburgh                                                              | P, 13–38                                                                            |
| 2003   | Mike Riley      | Las Vegas Bowl 2003 | Lobos du Nouveau-Mexique                                                            | G, 55–14                                                                            |
| 2004   | Mike Riley      | Insight Bowl 2004   | Fighting Irish de Notre Dame                                                        | G, 38–21                                                                            |
| 2006   | Mike Riley      | Sun Bowl 2006       | Tigers du Missouri                                                                  | G, 39–38                                                                            |
| 2007   | Mike Riley      | Emerald Bowl 2007   | Terrapins du Maryland                                                               | G, 21–14                                                                            |
| 2008   | Mike Riley      | Sun Bowl 2008 2007  | Panthers de Pittsburgh                                                              | G, 03–0                                                                             |
| 2009   | Mike Riley      | Las Vegas Bowl 2009 | Cougars de BYU                                                                      | P, 20–44                                                                            |
| 2012   | Mike Riley      | Alamo Bowl 2012     | Longhorns du Texas                                                                  | P, 27–31                                                                            |
| 2013   | Mike Riley      | Hawaii Bowl 2013    | Broncos de Boise State                                                              | G, 38–23                                                                            |
| 2021   | Jonathan Smith  | LA Bowl 2021        | Aggies d'Utah State                                                                 | P, 13–24                                                                            |
| 2022   | Jonathan Smith  | Las Vegas Bowl 2022 | Gators de la Floride                                                                | G, 30-03                                                                            |
| 2023   | Jonathan Smith  | Sun Bowl 2023       | Fighting Irish de Notre Dame                                                        | P, 08-40                                                                            |

### Rivalité
Le principal rival d'Oregon State sont les Ducks de l'Oregon. Les deux universités entretiennent cette rivalité féroce et de longue date en raison de la proximité des deux campus. L'Université de l'Oregon se trouve à Eugene, dans l'Oregon, à environ 64 km au sud de Corvallis. Leurs équipes de football américain se sont affrontées pour la première fois en 1894 et presque chaque année depuis. Le match de rivalité entre les deux écoles est traditionnellement le dernier match de chaque saison. Ils se sont affrontés 125 fois, ce qui en fait le septième plus ancien match de rivalité du football universitaire. Bien qu'il ne soit pas officiellement reconnu par les universités, le Trophée Platypus (en) est décerné chaque année à l'association des anciens de l'université gagnante.

### Numéros retirés
| N° | Nom         | Poste       | Saisons   | Référence          |
| -- | ----------- | ----------- | --------- | ------------------ |
| 11 | Terry Baker | Quarterback | 1959–1962 | 16 septembre 2017, |

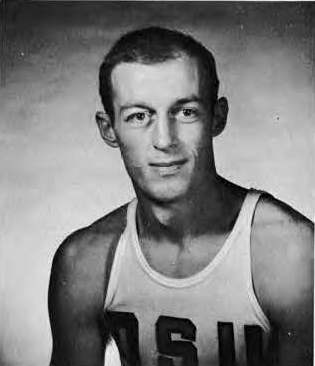
Terry Baker en 1963.

Bien qu'il ne s'agisse pas d'un numéro retiré, le Reser Stadium d'Oregon State possède les lettres AL affichées en face du numéro 11 de Terry Baker. Ces lettres sont les initiales d'Al Reser, donateur, philanthrope et contributeur de longue date de l'université.

### Trophées et récompenses

#### Joueurs
- Terry Baker (en 1962) :
  - Vainqueur du Trophée Heisman
  - Maxwell Award
  - Chic Harley Award
  - UPI College Football Player of the Year
  - Sports Illustrated Sportsperson of the Year
  - Sporting News College Football Player of the Year

- Alexis Serna (en)
  - Groza Award : 2005

- Mike Hass (en)
  - Biletnikoff Trophy : 2005

- Brandin Cooks
  - Biletnikoff Trophy 2013

- Jack Colletto (en)
  - Paul Hornung Award 2022

- Anthony Gould

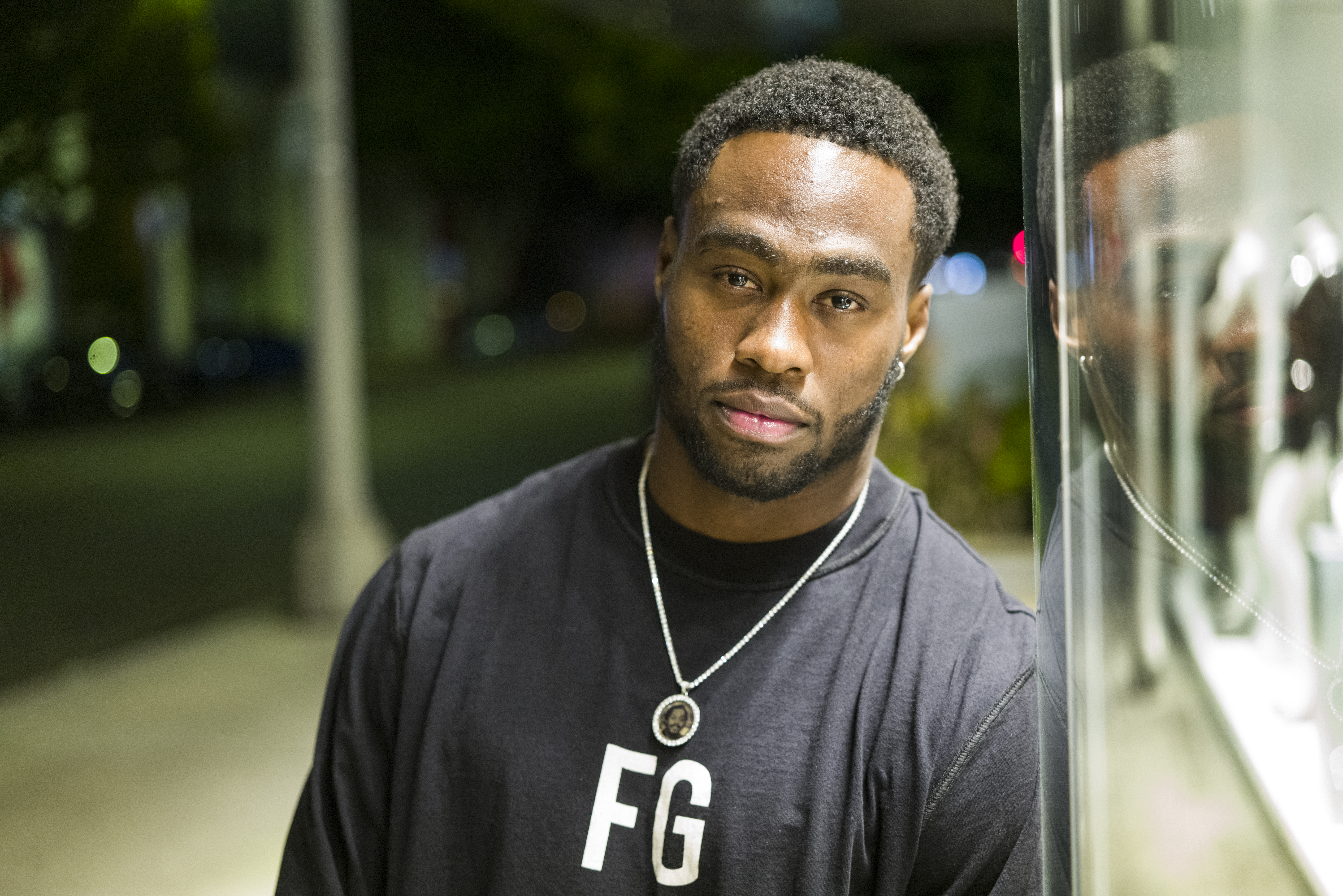
Brandin Cooks en 2019.

  - College Football Network Punt Returner of the Year : 2022

#### Entraineurs
- Sporting News Coach of the Year :
  - Dennis Erickson (2000)

- AFCA Region 5 Coach of the Year :
  - Mike Riley (2008)
  - Mike Riley (2012)
  - Jonathan Smith (2022)
  - Amos Alonzo Stagg Award
  - John Cooper (2016)

### Beavers au College Football Hall of Fame
Les Beavers ont trois joueurs et trois entraîneurs intronisés au College Football Hall of Fame.
| Nom                  | Poste                | Saisons   | Année d'intronisation |
| -------------------- | -------------------- | --------- | --------------------- |
| Terry Baker          | Quarterback          | 1960-1962 | 1982                  |
| Tommy Prothro (en)   | Entraîneur           | 1955-1964 | 1991                  |
| John Cooper (en)     | Assistant entraineur | 1963-1964 | 2008                  |
| Bill Enyart          | Fuulback             | 1967-1968 | 2011                  |
| Dennis Erickson (en) | Entraîneur           | 1999-2002 | 2019                  |
| Mike Hass (en)       | Wide receiver        | 2002-2005 | 2022                  |

## Traditions

### La mascotte «Benny Beaver»

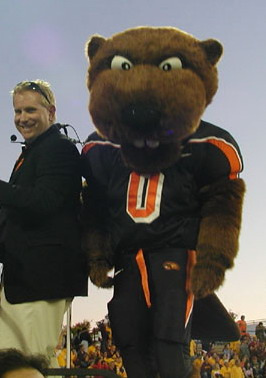
Benny Beaver lors d'un match de football américain en 2008.

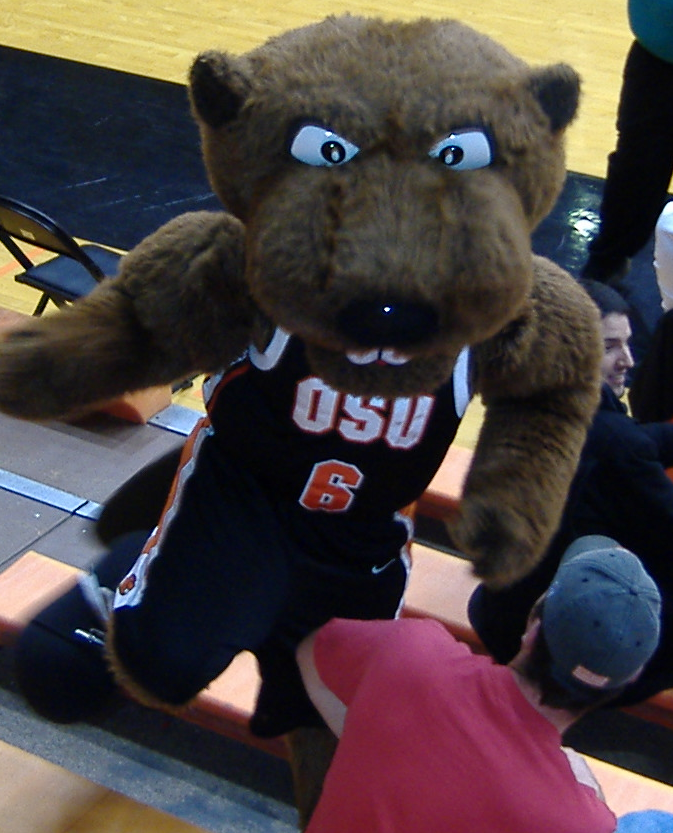
Benny Beaver lors d'un match de basketball en 2006.

« Benny Beaver » est le nom officiel de la mascotte d'Oregon State. L'origine exacte de son nom est inconnue. Le journal de l'école de l'université est la première organisation connue sur le campus à adopter le castor (beaver) comme surnom et ce dès 1908, ce qui a probablement contribué plus tard à l'adoption du nom comme surnom officiel des étudiants et équipes sportives de l'université. L'annuaire de l'université, créé en  1916, a longtemps été dénommé « The Beaver ». La première utilisation documentée de « Benny Beaver » par l'université a été trouvée dans une photographie montrant des étudiants posant à côté d'une statue d'un castor portant le nom « Benny Beaver ». La photographie apparaît dans l'édition 1942 de l'annuaire.
Avant le castor, la mascotte de l'État de l'Oregon était un individu connu sous le nom de John Richard Newton Bell (1893–1928). Membre de longue date du conseil d'administration de l'université, Bell était devenu extrêmement populaire parmi les étudiants pour son rituel de marche vers la rivière Marys après chacune des victoires d'Oregon State sur les rivaux d'Oregon. Il aurait jeté son chapeau haut de forme à l'eau en signe de célébration. Les mascottes antérieures incluent « Jimmie le Coyote » (1892–1893) et « Bulldog » (1906–1910, non officiel et pour des équipes spécifiques uniquement, comme l'équipe de lutte). Le nom de la mascotte du castor, « Benny », a été officiellement adopté en 1945. Deux tentatives infructueuses pour maintenir une mascotte de castor vivant incluent « Bevo Beaver » (sauvé de la rivière Mary en 1921 et plus tard volé) et « Billy Beaver ».
L'icône/logo au format « dessin animé » de Benny Beaver a été créé par le célèbre illustrateur graphique et ancien employé de Disney, Arthur C. Evans. En tant que directeur artistique d'Angelus Pacific Company, Evans a soumis sa conception à l'université et son utilisation a été approuvée en 1951. Ses logos ont été utilisés dans des centaines d'autres universités et lycées à travers le pays. Le logo du castor d'Evans est également apparu dans le film Teen Wolf de 1985.
Au cours des années 1940, les étudiants transportaient une statue de castor lors des défilés dans tout l'État et autour du stade les jours de match. La statue était calquée sur une statue de bronze antérieure qui s'appelait également « Benny ». Bien que ce nom ait été adopté avant les années 1940, une photo de l'annuaire de 1941 sous-titrait la statue comme « Bill Beaver ». Dans l'annuaire suivant (1942) une photo de la même statue de castor cité le nom de « Benny Beaver ». Après la disparition de la statue, le nom « Benny » a été régulièrement utilisé dans une chronique sportive populaire du Daily Barometer - connue sous le nom de « The Gnawed Log ».
La première apparition en direct lors d'un événement sportif d'une mascotte nommée « Benny », a lieu le 18 septembre 1952 et est interprétée par Ken Austin. lequel a ensuite fondé la société « A-dec », basé à Newberg, dans l'Oregon, devenues le plus grand fabricant privé d'équipement dentaire en Amérique du Nord. Il est maintenant un important donateur d'Oregon State.
Entre le début des années 1980 et le milieu des années 1990, Benny était souvent rejoint lors d'événements sportifs par une co-mascotte, connue sous le nom de « Bernice Beaver ».
En 1998, « No Dinx », une boutique de design graphique à Albany en Oregon, a repensé le logo pour la première fois en près de 50 ans. En mars 2013, en collaboration avec Nike, Oregon State a dévoilé la dernière version nouvellement repensée du logo de Benny Beaver. Le nouveau logo a remplacé le design No Dinx Le costume de Benny Beaver a également changé pour correspondre au nouveau logo en 2001. Benny porte le no 0 lors des matchs de football et de basketball. Les anciens numéros portés incluaient le 100 en football américain et le 6 en basketball.

### Chants de l'université
L'hymne Hail to Old OSU (en) est le chant traditionnel d'Oregon State, considéré comme le chant de guerre lors des évènements sportifs.  Écrit en 1914 par Harold A. Wilkins, un ancien élève de l'université, ce chant était à l'origine intitulé « Hail To Old O.A.C. » faisant référence au nom originel de l'université , « Oregon Agricultural College ».
« Carry Me Back » a été écrit en 1919 par W. Homer Maris et est considéré comme l'Alma Mater d'Oregon State. La chanson fait référence au « Trysting Tree », un vieil arbre noueux au bas de la colline au sud-est du bâtiment principal du campus. L'arbre « Trysting » souffrant d'une grave maladie a provoqué son déracinement en 1986. Une bouture prélevée sur l'arbre original est replantée au même endroit. De nos jours, le Trysting Tree II a repoussé bien que plus petit que son prédécesseur. Peu d'étudiants connaissent aujourd'hui le Trysting Tree II, la vie sur le campus s'étant déplacée vers l'ouest du campus Le Trysting Tree était connu comme un lieu de rencontre pour les étudiants amoureux. Il était utile dans ce contexte car son large tronc coupait la vue vers l'université, au grand désarroi de l'administration. Des lumières ont été installées à l'époque sur le hall Benton pour dissuader cette tendance, ce qui, bien sûr, n'a fait que rendre l'emplacement plus significatif. Admettant sa défaite en 1901, le président de l'université de l'époque a comparé ces rencontres à celles de Pyrame et Thisbé, qui s'étaient rencontrés en secret pour cacher leur amour à leurs familles désapprobatrices. Le texte fait référence au poète Ovide :
« Craignant d'errer dans les champs sans chemin,
ils ont choisi un lieu de rendez-vous, le tombeau de Ninus,
où en toute sécurité ils pourraient se cacher invisibles,
sous l'ombre d'un grand mûrier. »
« Carry Me Back » est dédié à "Mother Kidder". Ida Kidder a été la première bibliothécaire professionnelle du campus, bibliothèque située au deuxième étage de ce qui est maintenant le Community Hall, le premier bâtiment historique de l'université. C'est elle qui, ayant fait pression sur les autorités du campus, avait fait pression pour construire un bâtiment dédié à la bibliothèque et obtenu son inauguration en 1918. Le bâtiment renommé en 1964 Kidder Hall, se trouve directement en face du quadrilatère Est de l'actuelle Valley Library.
| Hail to old OSU | Carry Me Back (Alma Mater) |
| --- | --- |
| « OSU, our hats are off to you Beavers, Beavers, fighters through and through We'll root for every man, we'll cheer for every stand That's made for old OSU. Watch our team go tearing down the field Men of iron, their strength will never yield. Hail, hail, hail, hail Hail to old OSU. » | « Within a veil of western mountains There’s a college we hold dear Her shady slopes and fountains Oft’ to me appear I long to wander by the pathway Down to the Trysting Tree For there again I see in fancy Old friends dear to me Carry me back to O.S.U Back to her vine-clad halls Thus fondly, ever in my mem’ry Alma mater calls » |

## Palmarès national
- Cross-country masculin : 1961
- Baseball : 2006, 2007, 2018